# Fårikål

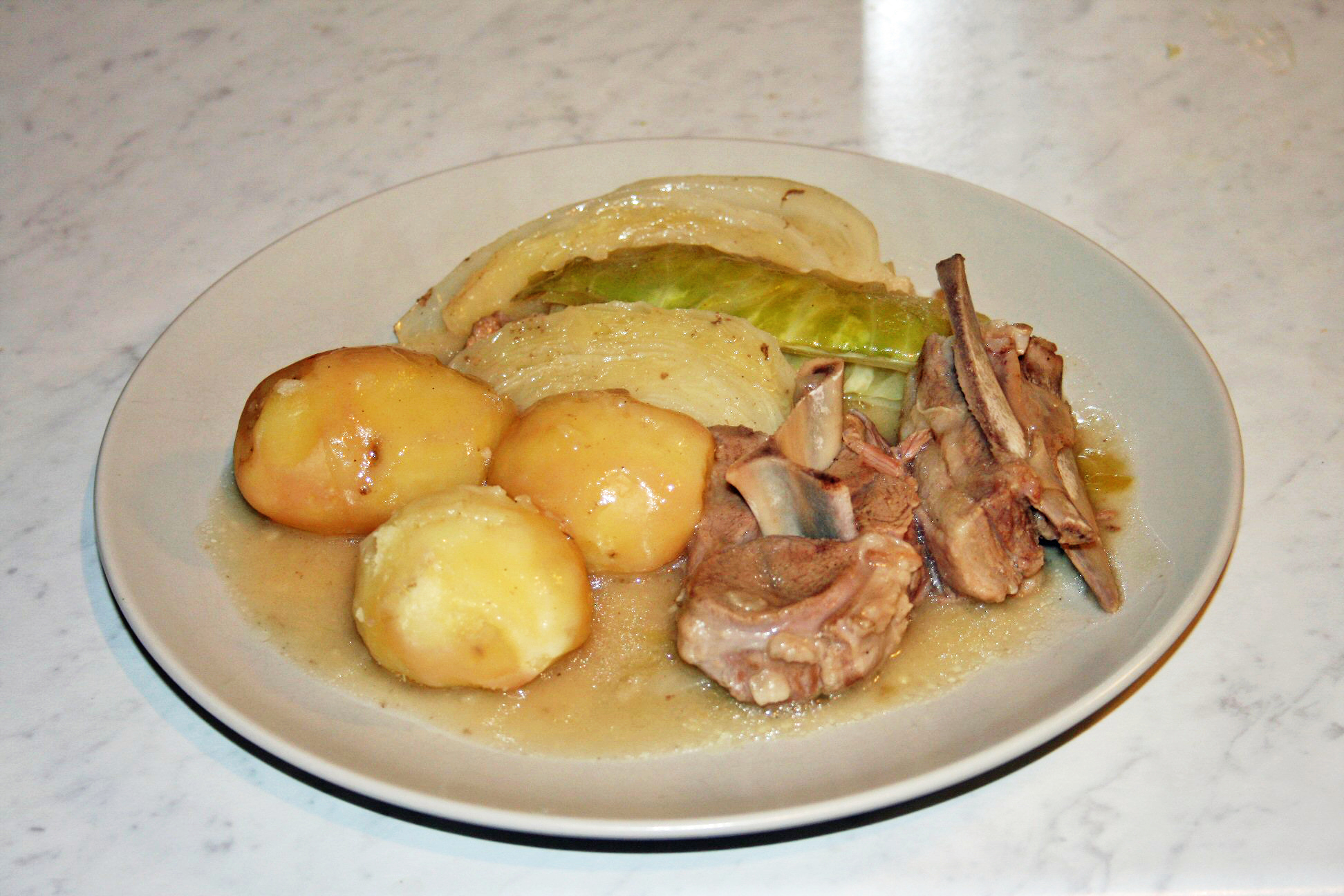
Fårikål

Fårikål (auf Deutsch Schaf in Kohl) ist ein traditionelles Fleischgericht der norwegischen Küche, das aus Schafsfleisch oder Lammfleisch sowie Weißkohl und ungemahlenem schwarzem Pfeffer besteht.

## Zubereitung
Fårikål wird mit frischem Schaf- oder Lammfleisch, Weißkohl und schwarzen Pfefferkörnern zubereitet. Das Fleisch sollte nicht gepökelt oder getrocknet sein. Für das Gericht wird meist Fleisch von Schulter, Rücken oder Nacken verwendet. Zudem werden die Knochen mitgekocht. Alle Zutaten werden zusammen in einem Topf gekocht. Der Eintopf wird oft zusammen mit gekochten Kartoffeln serviert.

## Saison und Ursprung
Fårikål wird traditionell im Herbst zubereitet, da in diesem Zeitraum die meisten Schlachtungen stattfinden. Durch das Einfrieren von Fleisch kann das Gericht mittlerweile aber ganzjährig zubereitet werden. Im Jahr 1997 führte das Opplysningskontoret for egg og kjøtt, eine Marketingorganisation für tierische Produkte, den Tag des Fårikåls ein. Dieser fällt in Einklang mit der traditionellen Saison auf den letzten Donnerstag im September.
Der Ursprung des Gerichts ist nicht sicher. Der Name Fårikål deutet jedoch auf einen dänischen Ursprung hin, da das dänische Wort für Schaf (får) nie in den norwegischen Dialekten verwendet wurde. Der norwegische Autor Arne Garborg verwendete deshalb die Bezeichnung lam-i-kål (deutsch Lamm in Kohl).
Es wird angenommen, dass sich Fårikål erst bei der dänisch geprägten Oberschicht durchsetzte, die mehr Zugang zu frischem Fleisch hatte, und sich das Gericht erst im Laufe des 20. Jahrhunderts in ganz Norwegen verbreitete. Dies ist unter anderem auch darauf zurückzuführen, dass Weißkohl in Norwegen zwar schon seit dem 17. Jahrhundert angebaut wird, für die breite Bevölkerung aber vermutlich erst seit etwa 1900 verfügbar ist.

## Nationalgericht
Fårikål gilt als norwegisches Nationalgericht. Im Jahr 1972 gewann Fårikål die Wahl des norwegischen Nationalgerichts im Rahmen des NRK-Radioprogramms Nitimen. In einer vom Landwirtschafts- und Ernährungsministerium im Jahr 2014 abgehaltenen Abstimmung gewann das Gericht erneut.